# Left-arm orthodox spin

Animacja przedstawiająca lot piłki rzuconej przez leworęcznego ortodoksyjnego spinnera. Piłka opada łagodnym łukiem na pitch po czym zmienia kierunek lotu po odbiciu od ziemi.

Left-arm orthodox spin to rodzaj techniki bowlingu w krykiecie. Jest wykonywany wyłącznie przez leworęcznych bowlerów używających palców do podkręcenia piłki (w przeciwieństwie do bowlerów podkręcających piłkę ruchem nadgarstka) tak, aby skręcała z prawej do lewej strony pitchu. Leworęczni spinnerzy zazwyczaj rzucają piłkę w powietrze tak, aby dla praworęcznego batsmana (odbijającego) tak, aby ta odchodziła w jego prawą stronę, czyli na jego off side. Piłka rzucana przez bowlerów używającej tej techniki leci stosunkowo powoli. Technika ta jest jednak uważana za ofensywną.
Left-arm orthodox spin jest ogólną techniką rzutu. Bowlerzy ją stosujący używają jej konkretnych odmian. Najważniejsze z nich to są topspinner (który skręca nieco mniej, ale odbija się wyżej lub niżej od standardowej piłki), arm ball (który w ogóle nie skręca, tylko kieruje się w stronę batsmana zgodnie z kierunkiem nadanym przez bowlera, tym samym myląc odbijającego, który spodziewa się podkręconej piłki) oraz wersja doosry dla leworęcznego ortodoksyjnego spinnera (która odbija się w przeciwnym kierunku niż ta rzucana przez praworęcznego). Istnieje możliwość rzucenia piłki zgodnie z ogólnym założeniem techniki bez żadnych modyfikacji i wtedy nazwa techniki służy również jako rodzaj konkretnego rzutu.
Za jednego najlepszych przedstawicieli leworęcznego ortodoksyjnego spinningu uważany jest Nowozelandczyk Daniel Vettori.